# 守口市立八雲小学校
守口市立八雲小学校（もりぐちしりつ やくも しょうがっこう）は、大阪府守口市にある公立小学校。標準服を採用している。

## 沿革
当時の北河内郡庭窪町で2番目の小学校として、1952年に庭窪町立小学校（同日庭窪町立庭窪小学校へ改称、現在の守口市立庭窪小学校）より分離開校した。
その後地域の宅地化により児童数が急増したため、1975年には守口市立下島小学校を分離している。
- 1952年4月1日 - 大阪府北河内郡庭窪町立八雲小学校として開校。
- 1956年 - 校歌制定。
- 1957年 - 庭窪町が守口市に編入したことに伴い、守口市立八雲小学校と改称。
- 1961年 - 校区変更。従来の校区の一部を、守口市立守口小学校校区へ変更。
- 1975年 - 守口市立下島小学校を分離。

## 通学区域
- 大庭町1丁目・2丁目、八雲西町2丁目（一部）、八雲西町4丁目、八雲中町2丁目・3丁目、八雲北町3丁目、淀江町。

卒業生は守口市立八雲中学校に進学する。

## 交通
- 地下鉄谷町線及び大阪高速鉄道大阪モノレール線大日駅。